# 台湾緑党
台湾緑党（たいわんりょくとう、繁: 台灣綠黨、英: Green Party Taiwan）は、1996年1月25日に台湾の独自性の発展、環境保護、世界平和促進を提唱して結成された、中華民国（台湾）の環境リベラル左派政党である。台湾独立を目指す泛緑連盟に所属している。
社会運動の延長線上にある政党と自認しており、台湾の政治・社会改革の推進、環境保護、台湾原住民の自治促進を通じた新国家の建設を党是としている。各国の緑の党と類似したスタンスをとり、生態系の持続可能性・草の根民主主義・社会正義・世界平和の実現といった主張をしている。
緑党は全国大会にて直接選挙で選出された中央執行委員会の合議制を採用している。議長は中央執行委員会より選出され、現在は謝若蘭及び林聖崇の二人制による運営がなされている。また結党当初から党規約には、党役員（各レベルの執行委員、評議委員）と党が公職選挙に擁立する候補者における女性の比率を1/3以上（2000年改定で1/2以上）とすると規定され、台湾での女性の政治参加に対する保障の先鞭をつけた。2006年には、党大会でいずれの性別の候補者も1/3を下回ってはならないと改定された。

## 歴史
党名は1996年の結党時には「緑色本土清新党」とされたが、同年5月9日の第1回臨時党大会で「緑党」と改称している。
結党後に「リサイクル法案」（繁体字中国語: 「廢物利用、資源回收專案」）を掲げ13名の候補者を国民大会選挙に擁立し、雲林県から出馬した高孟定が第3回国民大会代表として唯一当選を果たしている。しかし翌年高孟定は張栄味の要請で雲林県副県長に就任したことより、在野での政治監視という緑党の原則に違反したとして除籍処分を受けている。
その後も1998年の県市会議員選挙と同年のトリプル選挙（立法委員・直轄市市長・直轄市市議）、2001年の立法委員選挙、花蓮県長選、2002年の台北市議選、2003年の花蓮県長選、2008年の立法委員選挙、2012年の立法委員選挙と候補者を擁立し続けたが、当選者は皆無という状態が続いてきた。しかし市民運動に立脚するその政治方針は、選挙で当選者を出していないにもかかわらず、台湾で一定の政治的・社会的影響力を保持している。
2014年11月に行われた統一地方選挙では9名の候補者を擁立し、桃園県と新竹県で各1名が当選を果たした。

## 理念・政策
綱領で生物多様性の尊重、草の根民主主義の実践、社会的平等、世界平和を掲げている。
六大核心価値
1. 参加民主主義
2. 非暴力
3. 社会正義
4. 多元性の尊重
5. 生態学的知恵（英語版）
6. 持続可能性

出典：六大核心價值.台湾緑党ホームページ（2012年3月4日閲覧）　

## 主要党役員
中央執行委員
余宛如、李根政、廖本全
邱花妹、林正修、希婻・瑪飛袱
吳銘軒、呂東杰、張育憬
中央評議委員
洪輝祥、林子凌、文魯彬
出典：綠黨第十七屆中執評委成員介紹.台湾緑党ホームページ（2014年6月7日閲覧）　